# Joahim Puštalski
Joahim Puštalski, slovenski plemič, * sredina 15. stol. n. št., Škofja Loka (?) † cca. 1510, Škofja Loka (?).

## Življepis
Joahim je bil pripadnik rodbine Puštalskih, ki so imeli v lasti puštalski dvorec. Puštalski so bili freisinški vazali in gospoščinski nameščenci, ki so se predvsem borili za svoje koristi. Joahim je opravljal posle gradiščana na Zgornjem stolpu vsaj od leta 1485 naprej in je bil freisinškemu škofu v oporo. Tako je Joahim utrjeval svojo moč. Med drugim je od zemljiškega gospoda dosegel, da mu je dovoljeval lov na lisice in zajce; pripadal pa mu je tudi pravica do ribolova, a ne kot gospodarju nad Puštalskim imetjem, kar je škof izrecno poudaril. 
Leta 1506 je bil gradiščan na Kranclju in verjetno tudi leta 1509. Kasneje naj bi mesto zasedel sin Krištof.
Svojo dediščino je zapustil sinovoma Krištofu in Moricu.